# Tjocködräkten

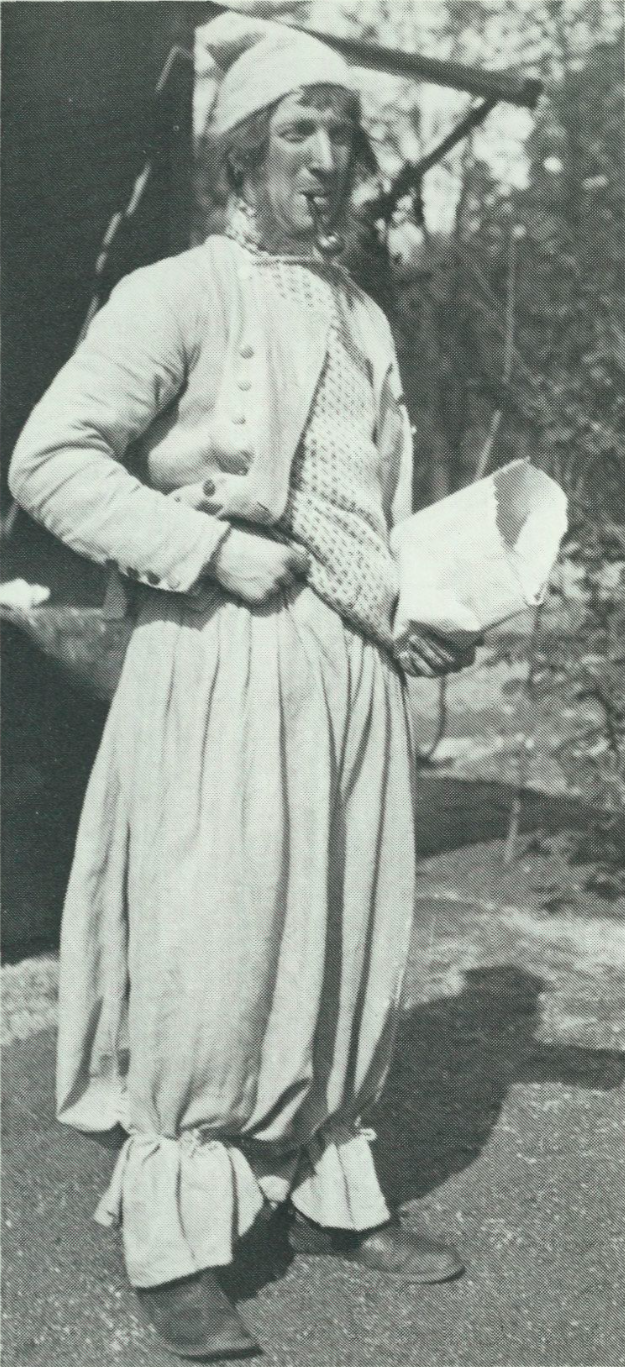
Tjocködräkt, rekonstruktion till Skansen vårfest 1926 efter Alexis Engdahls anteckning i anslutning till en 1885 förvärvad mössa.

Tjocködräkten är en folkdräkt (eller bygdedräkt) från Tjockö, Rådmansö socken, Uppland.

Dessa sjökläder har ej varit i bruk sedan 1800-talets mitt. Användes av äldre fiskargubbarna på Tjockö ännu vid 1800-talets mitt. År 1975 fanns två Tjocködräkter hos Nordiska museet. I samband med en vårfest på Skansen 1926 rekonstruerades denna dräkt efter Alexis Engdahl anteckningar (se bild). Engdahl  skriver år 1885 att:
"Tjockögubbarna lära förty hava varit särdeles vidunderliga ibland annat folk, smutsgrå som de voro från topp till tå. De hava mer än människor liknat sälar."

## Mansdräkt
Dräkten består av:
- byxor - mycket vida som "ger dräkten ett Holländskt intryck".[1] Även kallade Tjocköbyxor.[3] Alexis Engdahl skriver att byxorna är "oförnuftigt vidlyftiga baktill och över knäna, varest de i sträng väderlek sammanbundeos med en tågstump".[2]
- mössa - kallad "ostmössa" som är "knyttad" av vitt grovt ullgarn i nålbindning. En toppmössa i ett stycken som halvt uppvikts med ett brätte. Brukades mest av äldre, samt på sjön. [3] En sådan mössa finns i Nordiska museets samlingar och ska ha införskaffats av Alexis Engdahl på Rådmansö. Och tillhört en säljägare och fiskare på Tjockö.[2]
- buldanströja - kort. Sällan användes kort väst inunder, utan vanligen en lång brokig ylletröja.[3]